# 戴燕大橋
戴燕大橋是位於印尼西加里曼丹省上侯縣的一座跨越卡普阿斯河的拱橋，連接了西加里曼丹省和中加里曼丹省，為婆羅洲上最長的橋梁，同時是印尼第二長橋梁，2016年3月22日建成通車。